# 千浦僚
千浦 僚（ちうら りょう、1975年 - ）は、日本の映画ジャーナリスト。

## 経歴
1975年生まれ。映写技師（ACT、シネ・ヌーヴォ、アテネフランセ文化センター、シネマヴェーラ渋谷など）。映画感想家として『映画芸術』・『キネマ旬報』に寄稿。俳優も手掛ける。

## 出演
- たわわなときめき
- 怪談新耳袋 百物語「ついてくるもの」